# Chlorophorus austerus
Chlorophorus austerus là một loài bọ cánh cứng trong họ Cerambycidae.